# Kanung
Kanung is een bestuurslaag in het regentschap Madiun van de provincie Oost-Java, Indonesië. Kanung telt 1515 inwoners (volkstelling 2010).